# 坎珀
坎珀（古希腊语：Κάμπη，字面意思为“弯曲的”）希腊神话中的一个女妖。
有关坎珀的神话主要见于《书库》。克罗诺斯（宙斯之父）认为独目巨人和百臂巨人会危及他的统治，便把他们关进塔耳塔罗斯，并派坎珀当看守。后来宙斯准备推翻克罗诺斯，以让他和他的兄弟姐妹们取代提坦神族统治世界（这引发了所谓提坦之戰）。该亚向宙斯建议说，他应去寻求独目巨人与百臂巨人的帮助（一说神谕显示宙斯只有获得了他们的帮助才能战胜提坦神）。为了把巨人们从塔耳塔罗斯里放出来，宙斯杀死了坎珀。
在神话中，坎珀是一个龙（或蛇）形的怪物，但长着女人的躯干和头，尾巴则像蝎子。古希腊诗人诺努斯在其长诗《戴歐尼修斯譚》中详尽地描述了坎珀的外貌。
从神话来看，坎珀本来是一个下界神祇（克托尼俄斯）。5世纪的语法学家亚历山大的赫西纠在他著名的希腊语辞典中提到，古希腊诗人埃庇卡摩斯曾称坎珀为“海妖”（刻托斯）。有些现代神话学家认为，坎珀实际是艾奇德娜的一个别名，两者之间有很多相似之处。

## 资料来源
- 《古希腊罗马神话鉴赏辞典》，吉林出版社，ISBN 7-206-04846-3